# Columnea coronocrypta
Columnea coronocrypta là một loài thực vật có hoa trong họ Tai voi. Loài này được M.Amaya, L.E.Skog & L.P.Kvist mô tả khoa học đầu tiên năm 2003.